# ЛСД
ЛСД (англ. Lysergic acid diethylamide — діетиламід лізергінової кислоти), розм. «кислота», «Люсі», «тріп» — напівсинтетична психоактивна речовина із сімейства лізергамідів. ЛСД синтезується з лізергінової кислоти, що міститься в маткових ріжках гриба роду Claviceps, що паразитує на деяких злакових рослинах. ЛСД є одним із найсильніших відомих галюциногенів і належить до підгрупи психоделіків, які діють на серотонінову систему організму.

## Хімічні властивості
Назва LSD є акронімом від німецької назви речовини LysergSäureDiethylamid (діетиламід лізергінової кислоти).
Лізергід належить до сімейства індольних алкіламінів, яке включає численні заміщені триптаміни. Стереоізомер (R) є більш потужним, ніж (S) форма.
ЛСД зазвичай виробляється у вигляді безбарвної, без запаху і без смаку розчинної у воді солі тартрату. Іноді зустрічаються розчини ЛСД у воді або спирті. ЛСД руйнується на світлі та при високих температурах, будучи більш чутливим у рідкій формі та більш стабільним у дозованій формі. Крім того, ЛСД чутливий до кисню і хлору (в розчині), але його можна зберігати в темряві, при низькій вологості і низькій температурі, щільно загорнутим у фольгу, в герметичній ємності і в морозильній камері протягом 1-3 років.

## Історія
ЛСД був вперше синтезований у 1938 році під час скринінгу сполук і став 25-м напівсинтетичним ерготином, який швейцарський хімік Альберт Гофманн приготував шляхом поєднання (+)-лізергінової кислоти з різними амінами. Його метою була розробка стимулятора кровообігу. Після того, як очікування не були реалізовані в експериментах на тваринах, Гофманн спочатку втратив інтерес і відклав результати своїх досліджень. 16 квітня 1943 року він знову почав тестувати дію ЛСД, підозрюючи, що щось забув. Під час роботи він помітив галюциногенний ефект, який спочатку не міг пояснити. Він підозрював, що поглинув ЛСД через шкіру внаслідок неакуратної роботи, під час очищення та кристалізації діетиламіда тартрату лізергінової кислоти. У нього запаморочилося в голові, і йому довелося припинити роботу. Повернувшись додому, щоб прилягти посеред дня, він відчув вплив «чудової невгамовності, поєднанної з легким запамороченням». У своєму щоденнику Гофманн писав:
|                                                 | ... мене охопив неабиякий неспокій, поєднаний з легким запамороченням. Вдома я приліг і поринув у неприємний стан, схожий на сп'яніння, що характеризується надзвичайно посиленою уявою. У мрійливому стані, із заплющеними очима (денне світло здавалося мені неприємно сліпучим), я сприймав безперервний потік фантастичних картин, надзвичайних форм з інтенсивною, калейдоскопічною грою кольорів. Через дві години цей стан пройшов. |
| — Альберт Гофманн, про свій перший досвід з ЛСД | |

 Психоактивні ефекти у Гофманна були викликані незначною дозою речовини. Три дні по тому, 19 квітня 1943 року, він прийняв набагато більшу дозу (250 мкг), щоб краще зрозуміти дію речовини; цей день пізніше згадувався в щоденнику вченого як  «День велосипеда».
Компанія «Сандоз» з Базеля випустила препарат на ринок у 1949 році під назвою „Delysid“. Він був запропонований як психотоміметик, який дозволяв психіатрам увійти в світ сприйняття психотичних пацієнтів на обмежений період часу. До 1966 року «Сандоз» безкоштовно постачала ЛСД та псилоцибін зацікавленим науковцям. Тривалий час ЛСД був доступний як лікарський засіб через його великий потенціал у психотерапії. В епоху хіпі 1960-х років вживання ЛСД як психоделічного наркотику набуло широкого розповсюдження, що дозволило митцям використовувати його як засіб натхнення, а вживання ЛСД стало характерною рисою культури хіпі.
Протягом холодної війни спецслужби цікавилися можливістю використання ЛСД для допитів, масового управління свідомістю, та здійснення розвідувальної діяльності. ЦРУ та DOD проводили інтенсивні дослідження препарату, але більшість документів по MKUltra були навмисно знищені. Проєкт MKULTRA — кодова назва дослідницької програми ЦРУ з контролю над свідомістю в 1950-х — 1960-х роках. Експерименти проводилися Біомедичною лабораторією армії США (нині — Медичний дослідний інститут хімічного захисту армії США), розташованою на Абердинському випробувальному полігоні. Добровольці приймали ЛСД і виконували завдання для визначення впливу психоактивної речовини на солдатів. Цей проєкт досліджував можливість модифікації функцій мозку не лише за допомогою хімічних речовин, але й за допомогою електричних сигналів.
Британський уряд також займався випробуванням ЛСД. У 1953—1954 рр. вчені, що працювали на MI6, намагалися застосовувати препарат як «сироватку правди». Об'єкти тестування не були інформовані щодо препарату, натомість їм повідомили, що на них випробовують ліки проти застуди. Один з піддослідних (тоді йому було 19 років) згадав, як бачив спотворені «обличчя в стилі Сальвадора Далі та тріщини на обличчях людей». Після довгого замовчування MI6 погодилася виплатити компенсацію піддослідним у 2006 році. Як і ЦРУ, MI6 вирішила, що ЛСД не є практичним препаратом для контролю свідомості.
Кілька науковців Гарвардського університету, зокрема письменник і психолог Тімоті Лірі та філософ, письменник і психолог Річард Альперт почали розглядати ЛСД як «потенційний засіб духовного зростання». У 1961 році доктор Лірі зацікавився ЛСД і в Гарварді почав експериментувати з ним сам і пропонувати його колегам та студентам. Традиційна психологія, на його думку, не працювала. Пізніше він описав її як "важку, неефективну і позбавлену уяви спробу нав'язати свідомість лікаря свідомості пацієнта". За його словами, завдяки експериментам з ЛСД у Гарварді йому вдалося досягти певних успіхів у лікуванні алкоголізму, шизофренії та інших психофізіологічних розладів.
Приблизно з 1990 року спостерігається збільшення досліджень галюциногенів, таких як ЛСД, для психотерапії. Певний час використання ЛСД практикувалося в психотерапії, і позитивні результати вказували на терапевтичний потенціал ЛСД для зменшення психіатричних симптомів, особливо при алкогольній залежності.
П'ять останніх експериментальних клінічних досліджень (за останні 25 років) ЛСД на здорових людях і одне на пацієнтах показали, що кілька разових доз ЛСД у терапевтичному контексті можуть бути корисними для пацієнтів з тривогою, пов'язаною з серйозними захворюваннями, депресією або залежністю. Ці методи лікування можуть мати значний потенціал у психіатрії.

## Опис
ЛСД класифікується як галюциноген психоделічної підгрупи і є, мабуть, найвідомішою психоделічною речовиною, яку використовують як ентеоген, як допоміжний засіб у різноманітних трансцендентальних практиках, таких як медитація, психонавтика, у психоделічній асистованій терапії, а також у рекреаційних цілях.
Вважається, що ЛСД не викликає звикання. Також невідомі випадки смерті від передозування ЛСД. Деякі стани під впливом ЛСД нагадують симптоми психічних розладів, але ці стани майже завжди зникають після того, як речовина та її метаболіти залишають організм, і лише в дуже рідкісних випадках вони зберігаються протягом тривалого періоду часу.

## Фармакологія

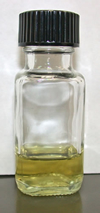
Розчин діетиламіду лізергінової кислоти

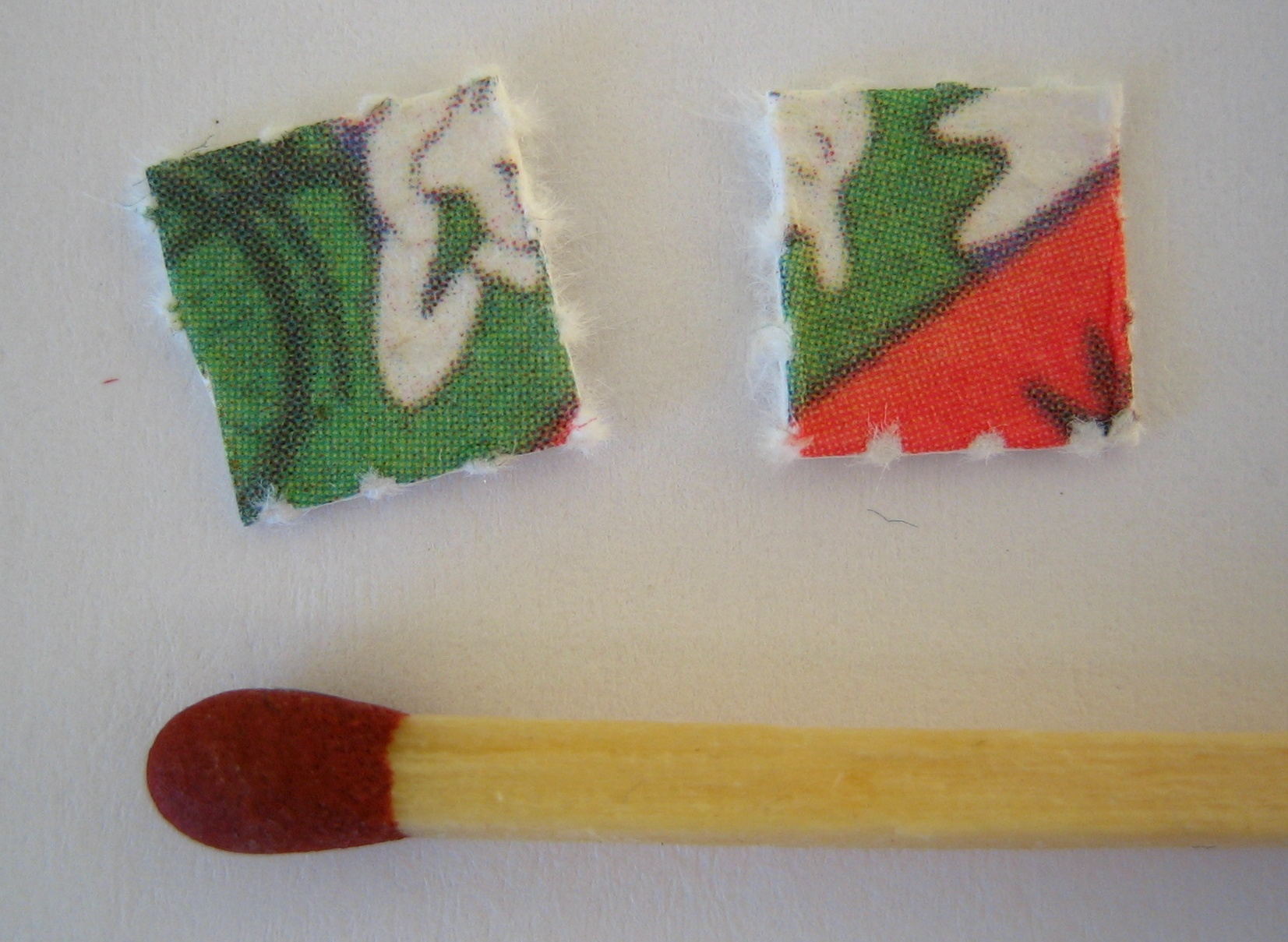
Просочена ЛСД промокашка та сірник (для порівняння розмірів)

ЛСД зазвичай розповсюджується у вигляді квадратиків промокального паперу («марок»), просочених розчином хімічної сполуки. Аркуші абсорбуючого паперу з характерним друкованим малюнком і перфоровані таким чином, щоб їх можна було розірвати на маленькі окремі квадратики (зазвичай 7 мм), кожен з яких містить дозу. Кожен аркуш зазвичай містить 100 або більше доз. Рідше ЛСД можна знайти у вигляді висушених крапель розчину на кубиках цукру або тонких квадратиках желатину («віконних скельцях»), а також у вигляді маленьких таблетках («мікродозах») діаметром 2-3 мм або в капсулах. ЛСД також зустрічається в рідкій формі, яку приймають по краплях (звідси англійський вислів «Drop the acid» — буквально «крапнути кислоти»).
ЛСД настільки сильний, що його часто розбавляють іншими речовинами. Однак іноді кольорові марки або таблетки можуть містити замість ЛСД набагато дешевшу речовину з небезпечними наслідками.

## Ефекти
Ефекти ЛСД зазвичай починаються протягом 20-90 хвилин, пік ефекту настає через 1-6 годин, а розсіювання відбувається через 8-12 годин. Типові ефекти включають зміни в емоціях, мисленні, сприйнятті часу та змінені стани свідомості.

### Фізіологічні ефекти

Діаграма потенціалу залежності та смертності від різних психоактивних речовин

Фізіологічні реакції на ЛСД дуже різні й інтерпретуються як наслідок психологічних реакцій. За багато років клінічних досліджень вчені не змогли виявити жодної фізіологічної реакції, яка була б спільною для всіх випадків вживання препарату. Фізіологічна дія, залежно від додаткових умов, може варіюватися в широкому діапазоні від крайніх форм до їх протилежностей або майже повністю бути відсутньою. Повідомлялося про такі реакції: підвищення артеріального тиску, частоти серцевих скорочень і температури, запаморочення, безсоння, зниження апетиту, сухість у роті, пітливість, оніміння, слабкість, тремор, бруксизм (скрегіт зубами), мідріаз (сильне розширення зіниць), слинотеча, слабкість, нудоту і блювання, м'язові судоми, парестезія, гіперрефлексія.
Одне з перших досліджень, проведене в 1960-х роках, вивчало використання ЛСД як анальгетику для лікування хронічного болю, спричиненого раком або серйозними травмами. Навіть у невеликих дозах, нижчих за звичайні психоделічні дози, було виявлено, що як анальгетик ЛСД діє не менш ефективно, як і традиційні опіати (наприклад, морфій), і водночас значно довше (у деяких випадках викликаючи знеболювальний ефект, який тривав тиждень після піку дії ЛСД). Дослідники пояснили цей феномен як механізм зменшення тривоги і занепокоєння після впливу ЛСД.
Деякі лікарі в США нелегально використовують ЛСД для лікування кластерного головного болю, який іноді буває надзвичайно інтенсивний. Хоча даний феномен не вивчався офіційною медициною, багато випадків підтверджують здатність ЛСД і псилоцибіну зменшувати кластерний головний біль і навіть переривати його цикл, повністю запобігаючи майбутнім проявам синдрому. У 2006 році було проведено дослідження, в якому взяли участь 53 пацієнти з синдромом кластерного головного болю, які вживали ЛСД і псилоцибін. Більшість з опитаних повідомило про особистий досвід цілющого ефекту. Слід зазначити, що в цьому дослідженні використовувалися невеликі дози речовин, які не викликають ніяких психологічних ефектів, що прямо вказує на можливість застосування ЛСД і псилоцибіну як ефективних лікарських засобів для лікування синдрому кластерного болю.

### Психологічні ефекти
ЛСД часто вживають з рекреаційною метою. Ефекти, які відчуває людина після вживання ЛСД, сильно відрізняються у кожного індивіда. Зазвичай вони залежать від навколишнього середовища, релігійних і культурних традицій оточуючого суспільства, психологічного і психічного стану людини на момент вживання ЛСД і дози. Реакції різних людей на однакову дозу речовини досить сильно відрізняються. Відомі випадки, коли навіть дуже високі дози (15 мг) не давали жодного видимого ефекту.
Під впливом ЛСД сприйняття може зазнавати метаморфоз, людина може бачити і відчувати запахи, спостерігати зміну форм або кольорів, відчувати реалістичні галюцинації, відчувати або торкатися речей, які не є реальними, відчувати зміни в часі і просторі, відчувати втіху, відчувати інтенсивні емоції, які миттєво змінюються, можуть змінюватися процеси мислення. У деяких людей змінені стани свідомості, спричинені ЛСД, можуть призвести до глибокої тривоги або страху, страхітливих галюцинацій, панічних атак (які можуть змусити їх, наприклад, бігти під машини або стрибати з висоти), відчуття втрати контролю або розпаду в ніщо, вони можуть намагатися втекти з ситуації або стати параноїдальними, наляканими і агресивними по відношенню до оточуючих — відчуваючи, що оточуючі намагаються їм нашкодити.
Вони можуть відчувати себе в пастці, керуватися відчаєм і діяти ризиковано, небезпечно або навіть завдавати собі шкоди. Оскільки дія ЛСД є дуже тривалою, негативний досвід може бути дуже важким в емоційному плані. Деякі споживачі описують негативний досвід як одне з найгірших відчуттів у своєму житті.
Постійне вживання ЛСД пов'язане з панічними реакціями, тривалими шизоафективними психозами та постгалюциногенними розладами сприйняття, причому останні можуть тривати до 5 років.

### Психоделічна перша допомога
Існують рекомендації щодо надання допомоги тим, хто знаходиться під впливом ЛСД:
- Зверніться до людини з добротою і прийняттям, скажіть їй, що вона в безпеці і що все, що вона відчуває, є нормальним. Запросіть її поділитися тим, що вона відчуває.
- Відведіть людину в безпечне місце — тихе, спокійне і комфортне середовище, подалі від небезпек і джерел сенсорних подразників, таких як яскраве світло, гучна музика і натовп.
- Спитайте дозволу, перш ніж торкатися людини.
- Запропонуйте їй ковдру та воду.
- Є три ситуації, в яких слід звертатися за допомогою: серйозні психічні розлади, потенційне насильство та невідкладні медичні стани.
- Допоможіть людині інтегруватися в суспільство після того, як досвід припиниться.[44]

## Летальна доза
У 2015 році стався унікальний випадок — 46-річна жінка винюхала 55 міліграмів того, що, на її думку, було кокаїном. Насправді це був чистий «ЛСД» у порошкоподібній формі. Дослідники визначили нормальну «рекреаційну» дозу ЛСД як 100 мкг. Тобто жінка перевищила її у 550 разів, проте цей випадок виявився не смертельним і позитивним чином позначився на її рівні сприйняття болю і подальшій відмові від морфію. Достовірної інформації про смертельні дози немає, але автори дослідження припускають, що 14 000 мікрограмів, ймовірно, є смертельними для людини.